# حوزه انتخابیه اول ماساچوست

حوزه انتخابیه اول ماساچوست

حوزه انتخابیه اول ماساچوست یک حوزه انتخابیه مجلس نمایندگان آمریکا است که در ایالت ماساچوست قرار دارد.